# Víctor Campillay
Víctor Hugo Campillay Sandoval (Vallenar, 15 de diciembre de 1983 - Calama, 18 de abril de 2023) fue un criminal organizado chileno y líder de una banda familiar involucrada en el robo de cobre y tráfico de drogas en Calama, la misma ciudad donde, en abril de 2023, disparó frente a Primera Comisaría de Carabineros de Chile en Calama, hiriendo a dos personas, antes de conducir a una estación de buses para enfrentarse con una banda rival, donde hirió a otras tres personas y asesinó a un ciudadano venezolano antes de morir producto disparos de respuesta por los mismos Carabineros y la Policía de Investigaciones de Chile.
Por sus acciones delictuales, se le ha conocido popularmente como el «Italo Nolli de Calama», en referencia al mafioso chileno activo en Santiago hasta morir durante una persecución policial similar a la de Víctor Campillay.

## Biografía
Nacido en la ciudad huasquina de Vallenar, comenzó su carrera delictual en 2005, año cuando fue detenido por receptación de especies y utilización de placas patentes que correspondían a otro vehículo. Por su vida, fue detenido veces por varios delitos, entre ellos receptación, hurto y porte de elementos para cometer delitos de robo, tráfico de drogas, falsificación de licencia de conducir, conducción sin licencia, y varios robos, típicamente de cobre. El año 2007, contrajo matrimonio con Vanesa Nicol Pérez Araya (n. 1985), con quien tuvo dos hijos: Maximiliano y Víctor Sebastián. Ambos de sus hijos también se vieron involucrados en su organización criminal, dedicados no solamente al robo de cables de cobre y su venta, si no además la venta ilegal de autos robados a Bolivia.
En febrero de 2022, Maximiliano Campillay Pérez, de 18 años, fue asesinado en por una banda rival administrada por inmigrantes venezolanos. A comienzos de abril de 2022, su hijo Sebastián Campillay Pérez fue detenido, por lo cual el 18 de abril de se presentó a una comisaria de Calama para pedir un recurso de protección para su hijo y advertirlo de que bandas rivales podrían intentar tenerlo asesinado mientras estaba en la cárcel. Tras no recibir la respuesta que esperaba, volvió ahí mismo el día siguiente junto a varios asociados, donde sacó un arma de fuego y disparó a varios funcionarios de la comisaria, hiriendo a dos personas (uno chileno y uno boliviano, ninguno de los cuales fueron funcionarios de Carabineros), antes de subirse a un camión que había arrendado y fugarse del área. Tras llegar al terminal de buses Turbus, salió del vehículo a disparar otra vez, ahora hacia varios miembros de la misma banda rival que asesinó a su hijo, esta vez hiriendo a tres venezolanos y además terminando la vida de otro más.
Tras unas dos horas, los servicios de inteligencia lograron identificar a Campillay como el autor de esta balacera y ubicar a su vehículo. Tras llegar al área, varios Carabineros, miembros de la Policía de Investigaciones (PDI) y hasta fiscalizadores trataron detener a los que estaban dentro del vehículo, por lo cual el mismo Campillay intentó atropellarlos antes de chocar con un vehículo policial. A pesar de encontrarse acorralado, Víctor Campillay nunca paró de disparar en contra de los policías y finalmente terminó muriendo, producto de una balacera en autodefensa por parte de ellos.
Tras su muerte, su esposa Vanesa Pérez se ha querellado legalmente en contra de la PDI por no darle atención al secuestro y eventual asesinato de su hijo Maximiliano. Por las balaceras constante y la criminalidad común en la ciudad de Calama, clases escolares fueron suspendidas por los dos días siguiente a su muerte. Dado su historial mafioso y atentado letal en su "día de furia", ha sido comparado con el también criminal chileno Italo Nolli, quien también se vio involucrado en el robo y venta de cobre.